# Список населённых пунктов муниципального округа Чехов
В списке представлены населённые пункты муниципального округа Чехов Московской области и их принадлежность к муниципальным образованиям бывшего Чеховского муниципального района (двум городским и трём сельским поселениям), упразднённым 6 июня 2017 года.
Перечень населённых пунктов, их наименование и вид даны в соответствии с Законом Московской области от 28.02.2005 № 77/2005-ОЗ «О статусе и границах Чеховского муниципального района и вновь образованных в его составе муниципальных образований». Численность населения дана по результатам Всероссийской переписи 2010 года.
После преобразования Чеховского района в городской округ с целью исключения наличия у двух одноимённых населённых пунктов одинаковых категорий постановлением Губернатора Московской области № 322-ПГ от 6 августа 2018 года деревня Пешково бывшего сельского поселения Стремиловское преобразована в село.
С 1 января 2025 года городской округ Чехов преобразован в муниципальный округ Чехов.
В Чеховском районе/муниципальном округе Чехов 146 населённых пунктов (1 город, 3 посёлков городского типа, 9 посёлков, 11 сёл и 122 деревни).:
| №   | Населённый пункт      | Тип                     | Население | Муниципальное образование муниципального района до 2015 года |
| --- | --------------------- | ----------------------- | --------- | ------------------------------------------------------------ |
| 1   | Аксенчиково           | деревня                 | ↗8        | сельское поселение Стремиловское                             |
| 2   | Алачково              | деревня                 | ↗9770     | сельское поселение Любучанское                               |
| 3   | Алексеевка            | деревня                 | ↗396      | сельское поселение Стремиловское                             |
| 4   | Алфёрово              | деревня                 | ↘7        | сельское поселение Стремиловское                             |
| 5   | Алфёрово              | посёлок                 | ↗25       | сельское поселение Стремиловское                             |
| 6   | Антропово             | деревня                 | ↗84       | сельское поселение Любучанское                               |
| 7   | Бавыкино              | деревня                 | ↗46       | сельское поселение Баранцевское                              |
| 8   | Баранцево             | деревня                 | ↗43       | сельское поселение Баранцевское                              |
| 9   | Бегичево              | деревня                 | ↗35       | сельское поселение Стремиловское                             |
| 10  | Беляево               | деревня                 | ↘70       | сельское поселение Стремиловское                             |
| 11  | Березенки             | деревня                 | ↘12       | сельское поселение Стремиловское                             |
| 12  | Берёзки               | посёлок                 | ↘297      | сельское поселение Любучанское                               |
| 13  | Бершово               | деревня                 | ↗171      | сельское поселение Баранцевское                              |
| 14  | Богдановка            | деревня                 | →6        | сельское поселение Стремиловское                             |
| 15  | Большое Петровское    | деревня                 | ↗26       | сельское поселение Стремиловское                             |
| 16  | Ботвинино             | деревня                 | ↘4        | сельское поселение Любучанское                               |
| 17  | Булгаково             | деревня                 | ↘0        | сельское поселение Стремиловское                             |
| 18  | Булычёво              | деревня                 | ↗40       | сельское поселение Стремиловское                             |
| 19  | Бутырки               | деревня                 | ↗10       | сельское поселение Стремиловское                             |
| 20  | Васино                | деревня                 | ↘1        | сельское поселение Стремиловское                             |
| 21  | Васькино              | деревня                 | ↗132      | сельское поселение Баранцевское                              |
| 22  | Васькино              | посёлок                 | ↘1412     | сельское поселение Баранцевское                              |
| 23  | Ваулово               | деревня                 | ↘3462     | сельское поселение Стремиловское                             |
| 24  | Венюково              | деревня                 | ↗125      | сельское поселение Стремиловское                             |
| 25  | Верхнее Пикалово      | деревня                 | ↗14       | сельское поселение Баранцевское                              |
| 26  | Волосово              | деревня                 | ↘128      | сельское поселение Стремиловское                             |
| 27  | Высоково              | деревня                 | ↘5        | сельское поселение Стремиловское                             |
| 28  | Гавриково             | деревня                 | ↗63       | сельское поселение Любучанское                               |
| 29  | Глуховка              | деревня                 | ↗62       | сельское поселение Стремиловское                             |
| 30  | Голыгино              | деревня                 | ↗37       | сельское поселение Баранцевское                              |
| 31  | Горелово              | деревня                 | ↘3        | сельское поселение Стремиловское                             |
| 32  | Городище              | деревня                 | ↘11       | сельское поселение Стремиловское                             |
| 33  | Гришенки              | деревня                 | ↗967      | сельское поселение Стремиловское                             |
| 34  | Гришино               | деревня                 | ↘4        | сельское поселение Стремиловское                             |
| 35  | Детково               | деревня                 | ↘38       | сельское поселение Любучанское                               |
| 36  | Детково               | посёлок станции         | ↗68       | сельское поселение Любучанское                               |
| 37  | Дидяково              | деревня                 | ↗17       | сельское поселение Баранцевское                              |
| 38  | Дмитровка             | деревня                 | ↘69       | сельское поселение Любучанское                               |
| 39  | Дома отдыха «Лопасня» | посёлок                 | ↘141      | сельское поселение Баранцевское                              |
| 40  | Дубинино              | деревня                 | ↘8        | сельское поселение Любучанское                               |
| 41  | Дубна                 | село                    | ↘1168     | сельское поселение Стремиловское                             |
| 42  | Дубровка              | деревня                 | ↗16       | сельское поселение Стремиловское                             |
| 43  | Дулово                | деревня                 | ↘21       | сельское поселение Стремиловское                             |
| 44  | Ермолово              | деревня                 | ↗15       | сельское поселение Стремиловское                             |
| 45  | Еськино               | деревня                 | ↗23       | сельское поселение Баранцевское                              |
| 46  | Ефимовка              | деревня                 | ↘8        | сельское поселение Стремиловское                             |
| 47  | Жальское              | деревня                 | ↗12       | сельское поселение Стремиловское                             |
| 48  | Завалипьево           | деревня                 | ↗9        | сельское поселение Баранцевское                              |
| 49  | Захарково             | деревня                 | ↗5        | сельское поселение Стремиловское                             |
| 50  | Змеёвка               | деревня                 | ↗92       | сельское поселение Любучанское                               |
| 51  | Зыкеево               | деревня                 | ↘12       | сельское поселение Любучанское                               |
| 52  | Ивановское            | село                    | ↗28       | сельское поселение Стремиловское                             |
| 53  | Ивачково              | деревня                 | ↘29       | сельское поселение Любучанское                               |
| 54  | Ивино                 | деревня                 | ↗33       | сельское поселение Любучанское                               |
| 55  | Игумново              | деревня                 | ↗11       | сельское поселение Стремиловское                             |
| 56  | Ишино                 | деревня                 | ↘3        | сельское поселение Стремиловское                             |
| 57  | Капустино             | деревня                 | ↗12       | сельское поселение Стремиловское                             |
| 58  | Каргашиново           | деревня                 | ↗6        | сельское поселение Стремиловское                             |
| 59  | Кармашовка            | деревня                 | ↗7        | сельское поселение Стремиловское                             |
| 60  | Карьково              | деревня                 | ↗29       | сельское поселение Баранцевское                              |
| 61  | Климовка              | деревня                 | ↗1        | сельское поселение Стремиловское                             |
| 62  | Коровино              | деревня                 | ↘28       | сельское поселение Стремиловское                             |
| 63  | Костомарово           | деревня                 | ↗40       | сельское поселение Стремиловское                             |
| 64  | Красные Орлы          | деревня                 | ↗31       | сельское поселение Баранцевское                              |
| 65  | Красные Холмы         | деревня                 | ↘16       | сельское поселение Любучанское                               |
| 66  | Крюково               | посёлок городского типа | ↗4063     | сельское поселение Баранцевское                              |
| 67  | Кудаево               | деревня                 | ↗18       | сельское поселение Стремиловское                             |
| 68  | Кузьмино-Фильчаково   | деревня                 | ↗40       | сельское поселение Баранцевское                              |
| 69  | Кулаково              | деревня                 | ↗302      | сельское поселение Стремиловское                             |
| 70  | Курниково             | деревня                 | ↘10       | сельское поселение Баранцевское                              |
| 71  | Легчищево             | деревня                 | →4        | сельское поселение Баранцевское                              |
| 72  | Леониха               | деревня                 | ↗5        | сельское поселение Любучанское                               |
| 73  | Леоново               | деревня                 | ↘0        | сельское поселение Стремиловское                             |
| 74  | Лешино                | деревня                 | ↘15       | сельское поселение Баранцевское                              |
| 75  | Лопино                | деревня                 | ↘2        | сельское поселение Стремиловское                             |
| 76  | Луч                   | посёлок                 | ↗170      | сельское поселение Стремиловское                             |
| 77  | Любучаны              | деревня                 | ↘159      | сельское поселение Любучанское                               |
| 78  | Любучаны              | посёлок                 | ↗4748     | сельское поселение Любучанское                               |
| 79  | Люторецкое            | деревня                 | ↗70       | сельское поселение Баранцевское                              |
| 80  | Малое Петровское      | деревня                 | ↗7        | сельское поселение Стремиловское                             |
| 81  | Мальцы                | деревня                 | ↗23       | сельское поселение Баранцевское                              |
| 82  | Манушкино             | деревня                 | ↗1684     | сельское поселение Стремиловское                             |
| 83  | Масловка              | деревня                 | ↘30       | сельское поселение Любучанское                               |
| 84  | Масново-Жуково        | деревня                 | ↗5        | сельское поселение Стремиловское                             |
| 85  | Мелихово              | село                    | ↗44       | сельское поселение Баранцевское                              |
| 86  | Мерлеево              | деревня                 | ↘115      | сельское поселение Стремиловское                             |
| 87  | Мещерское             | деревня                 | ↗76       | сельское поселение Любучанское                               |
| 88  | Мещерское             | посёлок                 | ↗2853     | сельское поселение Любучанское                               |
| 89  | Молоди                | село                    | ↘676      | сельское поселение Любучанское                               |
| 90  | Муковнино             | деревня                 | ↘1        | сельское поселение Стремиловское                             |
| 91  | Нащёкино              | деревня                 | ↗11       | сельское поселение Стремиловское                             |
| 92  | Нижнее Пикалово       | деревня                 | ↗15       | сельское поселение Баранцевское                              |
| 93  | Никоново              | деревня                 | ↘13       | сельское поселение Любучанское                               |
| 94  | Новгородово           | деревня                 | ↗26       | сельское поселение Стремиловское                             |
| 95  | Новоселки             | село                    | ↗63       | сельское поселение Баранцевское                              |
| 96  | Новый Быт             | село                    | ↗3076     | сельское поселение Баранцевское                              |
| 97  | Оксино                | деревня                 | ↘31       | сельское поселение Баранцевское                              |
| 98  | Панино                | деревня                 | ↗53       | городское поселение Столбовая                                |
| 99  | Перхурово             | деревня                 | ↗38       | сельское поселение Баранцевское                              |
| 100 | Першино               | деревня                 | ↘4        | сельское поселение Стремиловское                             |
| 101 | Песоченка             | посёлок                 | ↘664      | сельское поселение Любучанское                               |
| 102 | Петропавловка         | деревня                 | ↘1        | сельское поселение Стремиловское                             |
| 103 | Пешково               | деревня                 | ↗19       | сельское поселение Баранцевское                              |
| 104 | Пешково               | село                    | ↘94       | сельское поселение Стремиловское                             |
| 105 | Плешкино              | деревня                 | ↗29       | сельское поселение Баранцевское                              |
| 106 | Плужково              | деревня                 | ↗16       | сельское поселение Стремиловское                             |
| 107 | Покров                | деревня                 | ↗31       | сельское поселение Стремиловское                             |
| 108 | Поповка               | деревня                 | ↗60       | сельское поселение Стремиловское                             |
| 109 | Попово                | деревня                 | ↗1997     | сельское поселение Баранцевское                              |
| 110 | Поспелиха             | деревня                 | ↗4        | сельское поселение Любучанское                               |
| 111 | Пронино               | деревня                 | ↗34       | сельское поселение Баранцевское                              |
| 112 | Прохорово             | деревня                 | ↘63       | сельское поселение Любучанское                               |
| 113 | Прудки                | деревня                 | ↘0        | сельское поселение Стремиловское                             |
| 114 | Радутино              | деревня                 | ↘3        | сельское поселение Стремиловское                             |
| 115 | Растовка              | деревня                 | ↘15       | сельское поселение Стремиловское                             |
| 116 | Репниково             | деревня                 | ↗25       | сельское поселение Стремиловское                             |
| 117 | Сандарово             | деревня                 | ↗138      | городское поселение Столбовая                                |
| 118 | Сафоново              | деревня                 | →0        | сельское поселение Стремиловское                             |
| 119 | Сенино                | деревня                 | ↘79       | сельское поселение Стремиловское                             |
| 120 | Сергеево              | деревня                 | ↗70       | сельское поселение Стремиловское                             |
| 121 | Сидориха              | деревня                 | ↗15       | сельское поселение Любучанское                               |
| 122 | Скурыгино             | деревня                 | ↘72       | сельское поселение Стремиловское                             |
| 123 | Слепушкино            | деревня                 | ↗3        | сельское поселение Стремиловское                             |
| 124 | Солнышково            | деревня                 | ↗83       | сельское поселение Баранцевское                              |
| 125 | Солодовка             | деревня                 | ↗1480     | сельское поселение Стремиловское                             |
| 126 | Сохинки               | деревня                 | ↗38       | сельское поселение Стремиловское                             |
| 127 | Спас-Темня            | деревня                 | ↗9        | сельское поселение Стремиловское                             |
| 128 | Столбовая             | посёлок городского типа | ↘5250     | городское поселение Столбовая                                |
| 129 | Стремилово            | село                    | ↘712      | сельское поселение Стремиловское                             |
| 130 | Талалихино            | село                    | ↘938      | сельское поселение Любучанское                               |
| 131 | Талеж                 | село                    | ↗35       | сельское поселение Баранцевское                              |
| 132 | Томарово              | деревня                 | ↗4        | сельское поселение Любучанское                               |
| 133 | Троицкое              | посёлок городского типа | ↗5349     | сельское поселение Любучанское                               |
| 134 | Тюфанка               | деревня                 | ↘3        | сельское поселение Стремиловское                             |
| 135 | Углешня               | деревня                 | ↗49       | сельское поселение Любучанское                               |
| 136 | Филипповское          | деревня                 | ↗57       | сельское поселение Стремиловское                             |
| 137 | Хлевино               | деревня                 | ↗89       | сельское поселение Стремиловское                             |
| 138 | Ходаево               | деревня                 | ↗222      | сельское поселение Стремиловское                             |
| 139 | Хоросино              | деревня                 | ↘6        | сельское поселение Стремиловское                             |
| 140 | Чепелёво              | деревня                 | ↘594      | сельское поселение Стремиловское                             |
| 141 | Чехов                 | город                   | ↘86 164   | городское поселение Чехов                                    |
| 142 | Чубарово              | деревня                 | →0        | сельское поселение Стремиловское                             |
| 143 | Чудиново              | деревня                 | ↘17       | сельское поселение Баранцевское                              |
| 144 | Шарапово              | деревня                 | ↗43       | сельское поселение Любучанское                               |
| 145 | Шарапово              | село                    | ↘1055     | сельское поселение Стремиловское                             |
| 146 | Якшино                | деревня                 | ↗9        | сельское поселение Стремиловское                             |